# Caladenia gladiolata
Caladenia gladiolata är en orkidéart som beskrevs av Richard Sanders Rogers. Caladenia gladiolata ingår i släktet Caladenia och familjen orkidéer. Inga underarter finns listade i Catalogue of Life.